# Rafael Villegas
Rafael Villegas Montesinos (Córdoba, 1875 - Madrid, 23 de agosto de 1936) fue un militar español.

## Biografía
Nacido en Córdoba en 1875, el 28 de agosto de 1893 ingresa en la Academia de Infantería de Toledo. El 12 de octubre de 1928 obtiene el empleo de general de división. Poco después de proclamarse la Segunda República ocupó brevemente el mando de la I División Orgánica. Implicado en el Incidente de Carabanchel, en junio de 1932, fue cesado de su cargo. Durante el gobierno de Alejandro Lerroux es nombrado comandante de la V División, con sede en Zaragoza, cargo que ocupó entre febrero de 1935 y enero de 1936. También fue vocal de la Sala Militar del Tribunal Supremo.
El 8 de marzo de 1936 asiste en Madrid a una reunión convocada por el general Mola en casa del oficial en la reserva y en la que participaron varios oficiales de alto rango. En aquella reunión se acordó ejecutar un futuro golpe de Estado que derribara al gobierno del Frente Popular. Mola organizó un plan de la sublevación para la capital en el que contaba con los generales Villegas, Fanjul y García de la Herrán, pero la organización de la trama conspirativa en Madrid fue un caos desde el principio.
Según el historiador Julio Aróstegui, el general Villegas era el encargado de hacerse cargo de la I División Orgánica. Cuando se produjo la rebelión militar, Villegas se mostró dubitativo y renunció a liderar la sublevación. Finalmente, fue Fanjul quien asumió la dirección. Tras el fracaso de la insurrección en Madrid, Villegas fue detenido por las autoridades republicanas y puesto bajo custodia en la prisión Modelo. La madrugada del 23 de agosto fue asesinado por un grupo de milicianos anarquistas, que se había hecho a la fuerza con el control de la cárcel. Junto a él también fueron fusilados otros presos destacados como el general Osvaldo Capaz Montes o los dirigentes falangistas Fernando Primo de Rivera y Julio Ruiz de Alda.